# Farlighedsdekret
Justitsministeriet kan udstede et farlighedsdekret i medfør af Psykiatrilovens § 40 efter begæring fra overlægen ved den psykiatriske afdeling, hvor patienten er indlagt, såfremt Retslægerådet finder, at patienten er sindssyg, og "vedvarende udsætter andres liv eller legeme for alvorlig og overhængende fare."
Patienten overflyttes herefter til Sikringsafdelingen under   Retspsykiatrisk afdeling Region Sjælland. Afgørelsen skal siden efterprøves ved byretten.